# ダニー・ウェイ
ダニー・ウェイ（英語:  Danny Way、1974年4月15日 - ）はアメリカ合衆国カリフォルニア州エンシニータス出身のプロスケートボーダーである。また、兄デーモン・ウェイが共同経営者であるDCシューズの看板スケーターとして、創設時からずっとスポンサーを受けている。
数々の驚異的なスケーティングによって、トニー・ホーク、ロドニー・ミューレンなどと並ぶ、スケートボード界のカリスマの一人。

## 少年期
ダニーは4歳でスケートボードを始め、11歳で初めてのコンテスト優勝を飾り、ホソイ・スケートボードとビジョンのスポンサーを受ける。

## 成功と移籍
1988年、14歳にしてパウエル・ペラルタのボーンズ・ブリゲイド・アマチュアチームに迎えられる。バッキー・ラセックらと共に非常に有名なビデオ、Public Domainに一部出演。
その数カ月後、ボーンズ・ブリゲイドを離れ、マイク・タナスキーのH-Streetへ移籍。この頃、ミシガン州で行われたヴァート・ランプのコンテストで優勝する。
1990年、H-Streetからブラインドに移籍するが、翌年にはタナスキーが立ち上げたPlan Bに参加。このチームはダニーの他にコリン・マッケイ、ロドニー・ミューレン、マイク・キャロル、リック・ハワードらがおり、当時のドリームチームであった。
1993年、タナスキーが交通事故で急死し、コリン・マッケイと共にPlan Bの権利を得た。Plan Bは長いブランクを経て、2005年から再始動している。

## 現在までの実績
- 1990年: 900に初めて挑戦したスケーターとして有名になる(公式の場では成功せず)
- 1991年: Thrasher Magazine Skater Of The Year
- 1997年: 世界記録、12フィート・キックフリップ
- 1997年: ヘリコプターから特設ランプにドロップイン
- 2002年: 世界記録、65フィート(約20m)のジャンプ、更に当時の記録であるランプから18.3フィート（約5m)のエアを決める
- 2003年: 自らの記録を更新、75フィート(約22.5m)のジャンプ、ランプから23.5フィート（約7m)のエア
- 2004年: X-Games Big Air部門で金メダルを獲得、更に自らの記録を更新、79フィート(約23.7m)のジャンプ
- 2004年: Thrasher Magazine Skater Of The Year
- 2005年7月9日: 万里の長城を飛び越えた[1]
- 2005年: X-Games Big Air部門で2度目の金メダルを獲得
- 2006年: X-Games Big Air部門で3度目の金メダルを獲得
- 2006年: 史上初めてバックフリップエア及びバックフリップ・ロケットエアをメキシコシティのメガランプで着地
- 2006年: 82フィート(約24.5m)もの高さのハードロックカフェのギターから特設ランプにドロップイン
- 2009年: スケートボードによる地上最速滑走記録を更新[2]
- 2009年: X Games Big Air Rail Jamで金メダルを獲得

## 私生活
2人の息子と1人の娘がいる。
これまで幾度となく重傷を負っており、かなり特殊な手術を受けている。